# Canis
Canis es un género de mamíferos placentarios de la familia Canidae, orden de los carnívoros, que incluye los perros, lobos, chacales y coyotes.

## Características
Las especies de Canis muestran una gran variedad de tamaños, desde los 75 kg que puede alcanzar C. lupus —más aún en razas especialmente seleccionadas, como el gran danés o el mastín napolitano— hasta los 12 kg de C. mesomelas —considerablemente menos en variedades domésticas de perro, que a veces no superan el kilogramo. Sin embargo, no son infrecuentes los cruces cuando la fisonomía lo permite, lo que ha complicado considerablemente el establecimiento de las relaciones genéticas de las distintas especies.
Las especies de este género se distinguen por su tamaño de moderado a grande, sus cráneos y dentición masivos y bien desarrollados, patas largas y orejas y colas comparativamente cortas.

## Origen y distribución
El género se originó probablemente en América del Norte a finales del Plioceno o comienzos del Pleistoceno, hace alrededor de un millón de años. Hoy se encuentra en estado salvaje en toda América, en Europa, en África, Asia y Oceanía; la expansión del perro ha sido paralela a la del ser humano, cubriendo casi todo el globo.

## Taxonomía
El género Canis (Carl Linnaeus, 1758) fue publicado en la décima edición de Systema Naturae e incluía a los carnívoros con apariencia de perro: el perro doméstico, lobos, coyotes y chacales. 
Todas las especies de Canis están estrechamente relacionadas filogenéticamente con 78 cromosomas y pueden potencialmente cruzarse. En 1926, la Comisión Internacional de Nomenclatura Zoológica (ICZN) en su Opinión 91 incluyó al Género Canis en sus Listas Oficiales e Índices de Nombres en Zoología. En 1955, la Dirección 22 de ICZN agregó Canis familiaris como el espécimen tipo para el género Canis a la lista oficial.

### Especies
El cladograma siguiente se basa en la filogenia del ADN de Lindblad-Toh et al. (2005), modificado para incorporar hallazgos recientes sobre especies de Canis:
- Canis aureus - Chacal Dorado
- Canis lupus familiaris - Perro Doméstico
- Canis latrans - Coyote
- Canis lupaster - Lobo Dorado Africano
- Canis lupus - Lobo Gris
- Canis simensis - Lobo de Etiopía

### Disputas
El número de especies incluidas en el género Canis es objeto de disputas, si se consideran al perro y al dingo como subespecies de Canis lupus o como especies en derecho propio, y si se consideran o no Canis rufus y Canis lycaon, ambas con dudas sobre su validez. 
En 2019, un taller organizado por el Grupo de especialistas en cánidos de la SSC/UICN recomienda que debido a que la evidencia de ADN muestra que el chacal rayado (Canis adustus) y el chacal de lomo negro (Canis mesomelas) forman un linaje monofilético que se encuentra fuera de los clados de Canis/Cuon/Lycaon, que deben colocarse en un género distinto, Lupulella (Hilzheimer, 1906) con los nombres Lupulella adusta y Lupulella mesomelas.

### Especies extintas
- Canis adoxus (Potencialmente colocado en el género Vulpes)
- Canis apolloniensis
- Canis armbrusteri
- Canis arnensis
- Canis brevicephalus
- Canis cedazoensis
- Canis chihliensis
- Canis cipio (Potencialmente colocado en el género Eucyon)
- Canis edwardii
- Canis etruscus
- Canis ferox
- Canis gezi
- Canis leilhardi
- Canis lepophagus
- Canis longdanensis
- Canis mosbachensis
- Canis nehringi
- Canis othmani
- Canis palmidens
- Canis variabilis
- Canis laconicus
- Xenocyon (subgénero):
  - Xenocyon africanus
  - Xenocyon antonii
  - Xenocyon falconeri
  - Xenocyon lycaonoides

## Evolución
El registro fósil muestra que feliformes y caniformes emergieron dentro del clado Carnivoramorpha 43 millones de años antes del presente. Los caniformes incluían el género Leptocyon, parecido a un zorro, cuyas diversas especies existían desde 24 millones de años antes del presente antes de ramificar 11,9 millones de años antes del presente en Vulpes (zorros) y Canini (caninos). El Eucyon del tamaño de un chacal existió en América del Norte a partir de 10 millones de años antes del presente y en el Plioceno temprano alrededor de 6-5 millones de años antes del presente el Eucyon davisi, parecido a un coyote, invadió Eurasia. Los cánidos que habían emigrado de América del Norte a Eurasia (Eucyon, Vulpes y Nyctereutes) eran depredadores de tamaño pequeño a mediano durante el Mioceno tardío y el Plioceno temprano, pero no eran los principales depredadores.
Hace alrededor de 5 millones de años, algunos de los Eucyon del Viejo Mundo evolucionaron hasta convertirse en los primeros miembros de Canis, y la posición de los cánidos cambiaría para convertirse en un depredador dominante en todo el Paleártico. Canis chihliensis, del tamaño de un lobo, apareció en el norte de China en el Plioceno medio alrededor de 4-3 millones de años antes del presente. Esto fue seguido por una explosión de la evolución de Canis en Eurasia en el Pleistoceno temprano alrededor de 1.8 millones de años antes del presente en lo que comúnmente se conoce como el evento del lobo. Está asociado con la formación de la estepa de mamut y la glaciación continental. Canis se propagó a Europa en forma de C. arnensis, C. etruscus y C. falconeri.
Para las poblaciones de Canis en el Nuevo Mundo, Eucyon en América del Norte dio lugar a los primeros Canis de América del Norte que aparecieron por primera vez en el Mioceno (6 millones de años antes del presente) en el suroeste de Estados Unidos y México. Hacia 5 millones de años antes del presente, el Canis lepophagus más grande, antepasado de lobos y coyotes, apareció en la misma región.
Sin embargo, un estudio genético de 2021 del lobo terrible (Aenocyon dirus), anteriormente considerado miembro de Canis, encontró que representaba al último miembro de un antiguo linaje de caninos originalmente indígenas del Nuevo Mundo que divergieron antes de la aparición de Canis, y que su linaje había sido distinto desde el Mioceno sin evidencia de introgresión con Canis. Por lo tanto, el estudio planteó la hipótesis de que los cánidos neógenos del Nuevo Mundo que anteriormente se clasificaban en Canis, como Canis armbrusteri y Canis edwardii, así como el propio lobo terrible, eran probablemente miembros del distinto linaje de lobos terribles que habían evolucionado de manera convergente apariencia similar a los miembros de Canis. Los verdaderos miembros de Canis, a saber, el lobo gris y el coyote, probablemente solo llegaron al Nuevo Mundo durante el Pleistoceno tardío, donde su flexibilidad dietética y/o capacidad para hibridar con otros cánidos les permitió sobrevivir al evento de extinción del Cuaternario, a diferencia del lobo terrible.
Xenocyon (lobo extraño) es un subgénero extinto de Canis. La diversidad del grupo Canis disminuyó a finales del Pleistoceno temprano hasta el Pleistoceno medio y se limitó en Eurasia a los pequeños lobos del grupo Canis mosbachensis-Canis variabilis y los grandes hipercarnívoros Xenocyon lycaonoides. El hipercarnívoro Xenocyon dio lugar al cuón moderno y al perro salvaje africano.